# 木佐木久
木佐木 久（きさき ひさし、1899年〈明治32年〉7月14日 - 1993年〈平成5年〉12月31日）は、大日本帝国陸軍軍人。最終階級は陸軍少将。功四級。

## 経歴
鹿児島県姶良郡、のちの国分市（現霧島市）出身。1921年（大正10年）7月、陸軍士官学校第33期卒業。1932年（昭和7年）陸軍大学校第44期卒業。
台湾軍参謀を経て、1941年（昭和16年）7月、第13軍高級参謀に補され、支那事変に出動する。同年8月、陸軍大佐に進む。大東亜戦争が勃発すると1944年（昭和19年）5月、再び台湾軍参謀となり、第10方面軍参謀を経て、1945年（昭和20年）6月10日、陸軍少将に進み、同月27日、西部軍附となり終戦を迎える。戦後間もない同年8月19日に第58軍参謀長に転じ、済州島に赴任した。
1947年（昭和22年）11月28日、公職追放仮指定を受けた。

## 家族
妻の良子は汾陽光二の長女